# Maria Belimbasaki
Maria Belimbasaki (gr.: Μαρία Μπελιμπασάκη, María Belimpasáki̱; ur. 19 czerwca 1991 w Ajos Nikolaos) – grecka lekkoatletka specjalizująca się w biegach sprinterskich.
W 2012 startowała na mistrzostwach Europy w Helsinkach, na których dotarła do półfinału biegu na 200 metrów oraz odpadła w eliminacjach na dwa razy krótszym dystansie. W tym samym roku reprezentowała Grecję na igrzyskach olimpijskich w Londynie, na których nie awansowała do półfinału zarówno na 100, jak i na 200 metrów. W 2016 wystartowała na mistrzostwach Europy rozgrywanych na Olympisch Stadion w Amsterdamie, jednakże odpadła w półfinale. Na takiej samej fazie zmagań zakończyła występ podczas mistrzostw świata w Londynie (2017).
Reprezentantka kraju podczas drużynowych mistrzostw Europy. Medalistka mistrzostw Grecji.

## Osiągnięcia
| Rok  | Impreza                                 | Konkurencja    | Miejsce                 | Lokata     | Wynik (s) |
| ---- | --------------------------------------- | -------------- | ----------------------- | ---------- | --------- |
| 2010 | Superliga drużynowych mistrzostw Europy | Bergen         | sztafeta 4 × 400 metrów | eliminacje | 3:40,83   |
| 2011 | I liga drużynowych mistrzostw Europy    | Izmir          | sztafeta 4 × 400 metrów | eliminacje | 3:37,98   |
| 2012 | Mistrzostwa Europy                      | Helsinki       | bieg na 100 metrów      | eliminacje | 11,56     |
| 2012 | Mistrzostwa Europy                      | Helsinki       | bieg na 200 metrów      | półfinał   | 23,31     |
| 2012 | Igrzyska olimpijskie                    | Londyn         | bieg na 100 metrów      | eliminacje | 11,63     |
| 2012 | Igrzyska olimpijskie                    | Londyn         | bieg na 200 metrów      | eliminacje | 23,36     |
| 2013 | Mistrzostwa świata                      | Moskwa         | bieg na 200 metrów      | półfinał   | 23,46     |
| 2014 | Mistrzostwa Europy                      | Zurych         | sztafeta 4 × 100 metrów | eliminacje | 43,81     |
| 2015 | I liga drużynowych mistrzostw Europy    | Heraklion      | bieg na 100 metrów      | 4. miejsce | 11,61     |
| 2015 | I liga drużynowych mistrzostw Europy    | Heraklion      | bieg na 200 metrów      | 2. miejsce | 23,44     |
| 2015 | I liga drużynowych mistrzostw Europy    | Heraklion      | sztafeta 4 × 100 metrów | 2. miejsce | 43,80     |
| 2015 | Mistrzostwa świata                      | Pekin          | bieg na 200 metrów      | półfinał   | 23,28     |
| 2016 | Mistrzostwa Europy                      | Amsterdam      | bieg na 100 metrów      | półfinał   | 11,62     |
| 2016 | Mistrzostwa Europy                      | Amsterdam      | bieg na 200 metrów      | półfinał   | 23,16     |
| 2016 | Mistrzostwa Europy                      | Amsterdam      | sztafeta 4 × 100 metrów | eliminacje | 44,58     |
| 2016 | Igrzyska olimpijskie                    | Rio de Janeiro | bieg na 200 metrów      | eliminacje | 23,19     |
| 2017 | Superliga drużynowych mistrzostw Europy | Lille          | bieg na 200 metrów      | 1. miejsce | 22,6      |
| 2017 | Superliga drużynowych mistrzostw Europy | Lille          | sztafeta 4 × 100 metrów | 8. miejsce | 44,20     |
| 2017 | Mistrzostwa świata                      | Londyn         | bieg na 200 metrów      | półfinał   | 23,21     |
| 2018 | Halowe mistrzostwa świata               | Birmingham     | bieg na 400 metrów      | półfinał   | DSQ       |
| 2018 | Mistrzostwa Europy                      | Berlin         | bieg na 400 m           | 2. miejsce | 50,45     |

## Rekordy życiowe
- Bieg na 100 metrów – 11,34 (2012) / 11,22w (2016)
- Bieg na 200 metrów – 23,00 (2017)
- Bieg na 400 metrów – 50,45 (2018), rekord Grecji.